# Coussergues
Coussergues is een plaats en voormalige gemeente in het Franse departement Aveyron (regio Occitanie) en telt 201 inwoners (1999). De plaats maakt deel uit van het arrondissement Rodez. Op i januari 2016 fuseerde Coussergues met Cruéjouls en Palmas tot Palmas d'Aveyron. 

## Geografie
De oppervlakte van Coussergues bedraagt 10,9 km², de bevolkingsdichtheid is 18,4 inwoners per km².
De onderstaande kaart toont de ligging van Coussergues met de belangrijkste infrastructuur en aangrenzende gemeenten.

## Demografie
Onderstaande figuur toont het verloop van het inwonertal (bron: INSEE-tellingen).

Vanwege een beveiligingsprobleem met de MediaWiki Graph-software is het momenteel niet mogelijk deze grafiek weer te geven. Zodra de software is bijgewerkt zal de grafiek vanzelf weer zichtbaar worden.